# Ван Чжаньюань
Ван Чжаньюань (кит. упр. 王占 元, пиньинь Wángzhànyuán, 20 февраля 1861 — 14 сентября 1934, второе имя — Цзычунь (子春)) — генерал эпохи милитаристов периода Китайской республики, управлял провинцией Хубэй, был одним из «Трех правителей Янцзы» (长江三督) вместе с Ли Чунем и Чэнь Гуанъюанем.

## Биография

### Конец династии Цин
Родился в уезде Гуаньтао провинции Шаньдун (ныне уезд входит в территорию провинции Хэбэй). В ранние годы служил в Хуайской армии (армия, набранная Ли Хунчжаном в районе Хуайхэ для поддержки маньчжурской династии против тайпинов, 60-е годы XIX в.) под командованием Лю Минчуаня.
В 1886 году поступил в военную академию в Тяньцзине, откуда выпустился в 1890 году. Затем Ван Чжаньюань присоединился к армии Сун Цина и участвовал в Японо-китайской войне . В 1895 году перешел в армию Юань Шикая, став офицером инженерного батальона. В 1902 году служил в 7-м пехотном батальоне Бэйянской армии.
В 1904 году Юань Шикай и Те Лян сформировали 6 дивизий, а Ван Чжаньюань был назначен командиром 3-й пехотной группы 2-й дивизии. После этого его постепенно повышали по службе, и в апреле 1911 года Ван был назначен командиром бригады. В октябре 1911 года вспыхнуло Учанское восстание, 3-е соединение Ван Чжаньюаня было включено в 1-ю армию и под командованием Фэн Гочжана участвовало в подавлении революционной армии. В конце ноября войска Ван Чжаньюаня и Ли Чуня объединились и отбили Ханьян. За свои военные заслуги Ван Чжаньюань был произведен командиры 2-й дивизии и удостоен звания помощника командира знамённого гарнизона.

### Деятельность в период Китайской республики
В 1912 году Ван Чжаньюань возглавил 2-ю дивизию, дислоцировавшуюся в Баодине. В 1913 году разразилась Вторая революция, и Ван Чжаньюань получил приказ подавить революционеров. За воинские заслуги ему было присвоено звание генерала.
В марте 1914 года он руководил истреблением бандитизма на юге Хэнани и участвовал в карательной экспедиции в Пелам (уезд в Тибетском автономном районе). В апреле он исполнял обязанности военного помощника в провинции Хубэй. В 1915 году Ван Чжаньюань поддержал Юань Шикая, провозгласившего себя императором, и был удостоен титула хоу первого ранга (封一等侯). В том же месяце разразилась Война в защиту республики, и Ван Чжаньюань был назначен управляющим военными делами провинции Хубэй.
После смерти Юань Шикая в июне 1916 года Ван Чжаньюань стал военным и гражданским губернатором провинции Хубэй. Во время споров между членами Бэйянского правительства Ван Чжаньюань поддержал премьер-министра Дуань Цижуя и вместе с другими губернаторами провинций призвал к роспуску Национального собрания, что оказало давление на президента Ли Юаньхуна. Позже, когда при обсуждении способов налаживания обстановки на юге страны Чжилийская клика, возглавляемая Фэн Гочжаном, вступила в конфликт с Аньхойской кликой под предводительством Дуань Цижуя, Ван Чжаньюань занимал важное место в руководстве первой, поддерживая Фэн Гочжана и его линию «мирного объединения», выдвинутую в противовес концепции Дуань Цижуя об «объединении силой». Вскоре Дуань Цируй отправил карательную экспедицию против южного правительства в провинцию Хунань, однако Ван Чжаньюань, губернатор Цзянсу Ли Чунь и губернатор Цзянси Чэнь Гуанюань совместно противодействовали покорению Хунани, за что их стали называть «Тремя правителями Янцзы» (长江三督).
В декабре 1919 года Фэн Гочжан скончался от болезни, а его места лидера Чжилийской клики занял Цао Кунь, которого также поддержал Ван Чжаньюань. В июне 1920 года Ван Чжаньюань был назначен генералом-инспектором провинций Хунань и Хубэй (两湖巡阅使). В июле, когда разразилась Чжили-Аньхойская война, он немедленно арестовал У Гуансиня, главнокомандующего войсками верховья реки Янцзы в Аньхое, и захватил его армию, что способствовало расширению влияния Вана.

### Лидерская неудача
Ван Чжаньюань был жесток в управлении провинцией Хубэй, чем вызвал недовольство всех слоев населения. Помимо этого, подчиненные ему солдаты часто бунтовали из-за задержек по выплате жалования, примером тому служат военные мятежи в Ичане и Учане. В результате провинция погрузилась в хаос, что сподвигло Чжао Хэнти из Хунаньской армии объединить силы с Ли Шучэном из провинции Хубэй и начать движение за свержение Ван Чжаньюаня.
В августе 1921 года Ван Чжаньюань, не сумев сопротивляться, выступил с заявлением об отставке, а затем бежал в Тяньцзинь. Он по-прежнему оставался членом Чжилийской клики, однако провал в управлении провинцией Хубэй значительно ограничил не только его военную мощь, но и политическое влияние.
В сентябре 1926 года по приглашению Сунь Чуаньфана, командующего союзными войсками пяти провинций, Ван Чжаньюань стал руководить военной подготовкой армии, а позже участвовал в борьбе с войсками Гоминьдана, начавшими Северный поход. В апреле 1928 года Чжан Цзолинь назначил Ван Чжаньюаня инспектором армии. Однако вскоре после этого Бэйянское правительство было свергнуто.
В период Нанкинского десятилетия Ван Чжаньюань занялся торгово-промышленной деятельностью. Он использовал ранее накопленные активы, инвестировав их в покупку недвижимости, а также приобретение фабрик и банков, получив из этого огромную коммерческую выгоду. Ван Чжаньюань скончался в Тяньцзине 14 сентября 1934 года в возрасте 73 лет.